# Ноллендорфс, Валтерс
Валтерс Ноллендорфс (латыш. Valters Nollendorfs; род. 22 марта 1931, Рига) — латвийско-американский филолог и редактор.
Родился в семье полицейского. В 1944 году вместе с семьёй бежал в Германию, где окончил латышскую гимназию. С 1950 года жил в США, окончил Университет Небраски, получив степени бакалавра наук (1954) и магистра искусств (1955). В 1955—1961 годах преподавал немецкую литературу в Мичиганском университете, в 1961 году защитил там же диссертацию, посвящённую «Фаусту» Гёте и опубликованную в 1967 году как монография «Спор о прото-„Фаусте“» (нем. Der Streit Um Den Urfaust). В 1961—1994 годах преподавал немецкий язык и литературу в Висконсинском университете в Мадисоне, c 1974 года профессор, в 1975—1980 и 1984—1988 годах заведовал кафедрой немецкой филологии. В 1968 году был в числе учредителей Ассоциации развития балтийских исследований, в 1976—1978 годах её президент, в 1996—2000 годах возглавлял её представительство в странах Балтии.
В 1955 году был среди учредителей литературного журнала латышской эмиграции Jaunā Gaita и до 1960 года занимал пост его главного редактора. Сотрудничал также с другими эмигрантскими культурными институциями — журналом для детей Mazputniņš, издательством Ceļinieks, в 1988—1989 гг. возглавлял Латышскую гимназию в Мюнстере.
В 1996 году вернулся в Латвию, где на протяжении многих лет сотрудничал с Музеем оккупации Латвии, возглавлял его общественный совет.
Автор пьесы «Вариация на тему Антиньша» (латыш. Variācija par Antiņa tēmu; 1972), впервые опубликованной и поставленной в 1980 году; в этой пьесе, отталкивающейся от сказочной пьесы Райниса «Золотой конь» (Антиньш — её главный герой), представлена в сатирическом виде жизнь латышской эмиграции, однако сильны также натурфилософские и политические мотивы. Перевёл с английского языка сборник стихотворений Ивара Иваска «Балтийские элегии» (2001).
Кавалер Ордена Трёх звёзд V степени (1997), Командор ордена Заслуг Португалии (2003), кавалер креста 1-й степени Ордена «За заслуги перед Федеративной Республикой Германия» (2017).
В 2021 году награждён Почётной грамотой Президента Латвии.